# Yanick Moreira
Yanick Pires Moreira (ur. 31 lipca 1991 w Luandzie) – angolski koszykarz występujący na pozycji środkowego, obecnie zawodnik Peristeri GS Ateny.
W 2015 reprezentował w letniej lidze NBA Los Angeles Clippers, natomiast rok później Toronto Raptors.
6 sierpnia 2018 został zawodnikiem PAOK-u Saloniki. 4 stycznia 2019 trafił do Virtusu Bolonia.
31 października 2019 dołączył do greckiego Peristeri GS Ateny. 18 czerwca 2020 zawarł umowę z AEK Ateny. 26 lipca 2021 został po raz kolejny w karierze zawodnikiem Peristeri GS Ateny.

## Osiągnięcia
Stan na 27 lipca 2021, na podstawie, o ile nie zaznaczono inaczej.
College
- Uczestnik turnieju NCAA (2015)
- Mistrz:
  - NJCAA (2013)
  - turnieju konferencji American Athletic (AAC – 2015)
  - sezonu regularnego konferencji AAC (2015)
- MVP turnieju NJCAA (2012)
- Zawodnik, który poczynił największy postęp w konferencji AAC (2015)
- Zaliczony do:
  - I składu:
    - All-American NJCAA (2013)
    - turnieju AAC (2015)

  - II składu AAC (2015)

Drużynowe
- Mistrz:
  - Ligi Mistrzów FIBA (2019)
  - D–League (2017)
  - Angoli (2009, 2010)
- Wicemistrz Angoli (2011)
- Zdobywca:
  - pucharu:
    - Angoli (2009)
    - Victorino Cunha (2009)
    - Supertaça Compal (2011)
    - drużynowego Afryki (2008–2010)

  - Superpucharu Angoli (2008–2011)
- Finalista:
  - Pucharu Victorino Cunha (2010)
  - Supertaça Compal (2010)

Reprezentacja
- Wicemistrz:
  - Afryki (2015)
  - Afryki U–18 (2008)
- Uczestnik:
  - mistrzostw świata (2014 – 17. miejsce)
  - mistrzostw świata U–19 (2009 – 14. miejsce)